# Effets génétiques additifs
 (juillet 2023).
- (En) Cet article est partiellement ou en totalité issu de l’article de Wikipédia en anglais intitulé « Additive genetic effects » (voir la liste des auteurs).

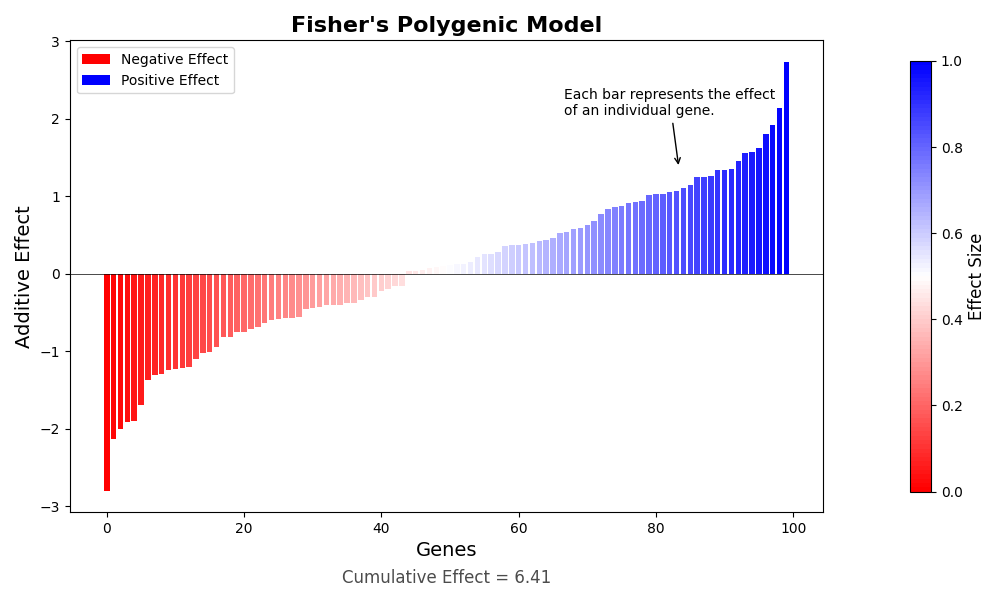
Ce modèle illustre les effets additifs polygéniques sur le phénotype

Les effets génétiques additifs sont la participation de plusieurs gènes à la détermination d'un caractère du phénotype, ou des allèles d'un gène (chez les hétérozygotes) pour générer un unique effet. Les effets génétiques non additifs impliquent la dominance (des allèles à un seul locus) ou l'épistasie (des allèles à différents locus).
Les effets génétiques additifs concernent l'influence cumulative des gènes individuels sur un phénotype ou un trait ; le terme "additif" signifie que les effets des allèles individuels, ou variantes de gènes, peuvent être additionnés pour produire l'effet génétique total sur un trait. Ces effets sont essentiels dans plusieurs domaines, notamment la biologie évolutive, la médecine et l'agriculture.
Malgré les interactions potentielles de gènes au sein et entre les locus, des études empiriques ont constamment montré que la variance additive représente souvent une part substantielle de la variance génétique totale, généralement plus de la moitié, et parfois près de 100%. Même dans le modèle standard de mutation neutre, une grande proportion de variance additive peut être attendue, quelle que soit l'importance de la dominance ou de l'épistasie aux locus individuels.
Bien que l'épistasie puisse avoir des effets significatifs sur les gènes individuels, elle a un effet minime sur les traits quantitatifs, qui sont généralement déterminés par de nombreux gènes.
L'arrivée de jeux de données à l'échelle des biobanques a permis d'obtenir des estimations plus précises de la contribution des effets génétiques non additifs. La contribution de l'héritabilité dominante à la variation des traits complexes est minime,, environ 0.13% de l'héritabilité additive dans une étude.
Bien que l'épistasie puisse être pertinente pour comprendre l'architecture génétique, telle que la fonction ou la maladie humaine, cela ne signifie pas nécessairement que les locus qui la présentent contribueront de manière significative à la variance génétique. L'épistasie, tout comme la dominance, ne semble pas importante dans les traits complexes.